# Mészégető-források barlangja
A Mészégető-források barlangja Magyarország fokozottan védett barlangjai közül az egyik. A Duna–Dráva Nemzeti Park területén lévő Orfűn található. A Mecsek hegység fokozottan védett öt barlangjának egyike. A hetedik leghosszabb barlang a Mecsek hegységben, de volt a harmadik leghosszabb barlang is. A barlang megtekinthető barlangi kalandtúrán is.

## Leírás
Közvetlenül az Orfűt Kovácsszénájával összekötő műút bal oldalán, az Orfűi-tó nyugati partján, egy kicsi, már nem művelt kőbánya majdnem 10 méter magas sziklafalának a tövében nyílik. A körülbelül egy méter magas és két méter széles bejárata magas vízálláskor forrásként működik. A forrás vizét régen Orfű ivóvízként használta. Vizéből coli és streptococcus baktériumokat mutattak ki. A Gubacsos-víznyelőbarlang a fő víznyelője. A barlang víznyelőterülete 1,8 km² és a körülbelüli vízhozama 100 000 m³/év. A barlang bejáratától körülbelül öt méterre egy természetes lezárás, a háromszög alakú szifonkapus I. szifon akadályozza meg a többi barlangrészbe való bejutást. A forrásdeltáját részben foglalták. Napjainkban is hidrológiailag aktív és fejlődő forrásbarlang.
Középső triász, anisusi, sötétszürke mészkőben jött létre. A kialakulását leginkább a tektonikának és a víz oldó hatásának köszönheti. Szifonok és vízesések által tagolt patakos barlang. Gyakorlatilag egyetlen járatból, a kanyargós, körülbelül észak-déli irányú, majdnem vízszintes Fő-ágból áll. A hasadékjellegű járatszelvények jellemzik. A járatainak a magassága 1,5–3 méter között van és az átlagos szélességük egy méter. Sok oldásos formája van, kipreparált rétegfejek, mennyezeti csatornák, kőpengék, áramlási kagylók, szinlők, ujjbegykarrok és evorziós üstök. Néhány helyen, főleg a magasan elhelyezkedő üregekben, cseppkövek, leginkább függőcseppkövek, például szalmacseppkövek és állócseppkövek alakultak ki, valamint képződtek benne mikrotetaráta medencék is. Egy körülbelül 60 centiméter hosszú függőcseppkő, az Elefántormány a legnagyobb cseppkőképződménye. Néhány helyen fekete bekérgeződés fedi a falakat és a cseppköveket, amelynek anyaga főleg mangán-oxid.
Öt szifon található benne, a végpontján is egy szifon zárja el a továbbvezető utat. Az I. szifon a legmélyebb pontja. A járattengelye emelkedik. Végeztek a barlangban radiológiai vizsgálatokat, malakológiai kutatást, elemezve volt a forrás vízminősége és foglalkoztak a barlangi patak hidrodinamikájával. A malakológiai vizsgálatkor 31 puhatestű fajt határoztak meg az élőhelyről. Ezek között pleisztocén fajok is voltak. Kis patkósdenevérek is előfordulnak benne.
Az átlaghőmérséklete 11 °C körüli. Derékig ér néhány helyen a víz a barlangban. A bejárásához barlangjáró alapfelszerelés és elektromos lámpa használata szükséges. Az I. szifon vízszintjének a csökkentésével általában a II. szifon előtti részig járható. A II. szifon utáni részeken a levegőnek veszélyesen magas a szén-dioxid koncentrációja. A barlang árvízveszélyes. A barlangban túrázás során veszélyt jelent például egy I. szifont, vagy a szifonokat elzáró árvíz. Az I. szifont a barlangi patak nagy vízhozama esetén nem lehet leszivattyúzni úgy, hogy átjárható legyen barlangjáró alapfelszereléssel. A II. szifon vízszintje egyszerű eszközökkel süllyeszthető alacsony vízállásnál. A kiépítetlen barlang megtekinthető részvételi díj ellenében és előzetes jelentkezés után, egy barlangi kalandtúrán. Az idegenforgalom számára nem megnyitott szakaszok a Duna–Dráva Nemzeti Park Igazgatóság engedélyével látogathatók.
A Mecsek hetedik leghosszabb barlangja az Abaligeti-barlang, a Spirál-víznyelő, az Orfűi Vízfő-barlang, a Mánfai-kőlyuk, a Szuadó-völgyi-víznyelőbarlang és a Trió-barlang után.
A közelében működött mészégető bogsáról lett elnevezve. 1998-ban volt először Mészégető-források barlangja néven említve a barlang az irodalmában. Előfordul irodalmában K (Bertalan 1976), Mészégető-barlang (Parrag 2003), Mészégető forrás-barlang (Rónaki 2012), Mészégető-forrás barlangrendszere (Kordos 1984), Mészégető forrás barlangrendszere (Bertalan 1976), Mészégető-források-barlangja (Takácsné 1987), Orfüi kőbánya forrásbarlangja (Bertalan 1976), Orfüi kőbánya viztáróló ürege (Bertalan 1976), Orfűi kőbánya barlang (Székely 1986), Orfűi kőbánya forrásbarlangja (Szabó Pál 1961), Orfűi kőbánya víztározó ürege (Parrag 2003), Orfűi kőfejtő barlangja (Parrag 2003) és Orfű kőbánya víztároló ürege (Kordos 1984) neveken is.

## Kutatástörténet
Valószínűleg kőbányászat következtében nyílt meg. 1952-ben jelent meg az a tanulmány, amely először írta le a barlangot. A Vértes László által írt tanulmányban a barlangnak a szerző által készített alaprajz térképe és keresztmetszet térképe is helyet kapott. Szabó Pál Zoltán 1961-ben megjelent publikációja szerint 9 m hosszúságig lehetett az üreget bejárni. 1964-ben a Baranya Megyei Idegenforgalmi Hivatal Barlangkutató Csoportja kísérletet tett a végpontja utáni részek feltárására. A csoport tagjai ekkor a közvetlenül a mai bejárat mellett lévő árvízi forrásszájat körülbelül 15 méter hosszúságig feltárták, de ez csak a forrásdelta alsó ágának eléréséhez volt elég.
Az 1976-ban befejezett, Magyarország barlangleltára című kéziratban az olvasható, hogy a Mecsek hegységben, Orfűn lévő Mészégető forrás barlangrendszere további nevei Orfüi kőbánya viztáróló ürege, K, és Orfüi kőbánya forrásbarlangja. Az orfűi harangtoronytól kb. 1000 m-re 345°-ra, az Orfű és Mecsekrákos közötti mészégető melletti kőbányában van a bejárata. A 35 m hosszú barlang két lejáratú, emeletes sziklaüreg, amelynek fenekén karsztvíz található. Robbantás közben gyakran megnyílnak vízzel teli üregek. A kézirat barlangra vonatkozó része 5 irodalmi mű alapján lett írva.
Az 1984-ben kiadott, Magyarország barlangjai című könyv országos barlanglistájában szerepel a Mecsek hegység barlangjai között a barlang Mészégető-forrás barlangrendszere néven Orfű kőbánya víztároló ürege és Orfűi kőbánya forrásbarlangja névváltozatokkal. A listához kapcsolódóan látható a Mecsek hegység és a Villányi-hegység barlangjainak földrajzi elhelyezkedését bemutató 1:500 000-es méretarányú térképen a barlang földrajzi elhelyezkedése. Az 1986. évi Karszt és Barlangban megjelent bibliográfia regionális bibliográfia részében szerepel a barlang Orfűi kőbánya barlang néven. Az összeállítás szerint egy, a Karszt és Barlangban publikált tanulmány foglalkozik a barlanggal. 1986-ban Zalán Bélának sikerült az I. szifon vizének leszívatása után eljutni a II. szifonig. Ekkor körülbelül 195 méternyire jutott el a barlang fő ágában.
Az 1987. december 31-i állapot alapján Magyarország 70. leghosszabb barlangja a 4120 barlangkataszteri egységben lévő, kb. 210 m hosszú Mészégető-források-barlangja. A 69. leghosszabb barlang (Csengő-zsomboly) szintén kb. 210 m hosszú. Az összeállítás szerint az 1977. évi Karszt és Barlangban közölt hosszúsági listában a Mészégető-források barlangja nincs benne. Zalán Béla 1987. évi közleménye és Juhász Márton előzetes felmérése alapján 184 m van vázlatosan felmérve. 1988-ban az Amphora Könnyűbúvár SC barlangkutató búvárai a IV. szifon utáni részig jutottak. 1989-ben szivattyúk használatával az ötödik szifon előtti részig tudták bejárni a Pro Natura Karszt- és Barlangkutató Egyesület, a Bauxit Barlangkutató Csoport és a Myotis Barlangkutató Csoport tagjai. A feltárással egyszerre mérték fel a barlangot.
1990-ben a Pro Natura Barlangkutató Csoport és a Myotis Barlangkutató Csoport folytatták a barlang térképezését. 1992-ben a Pro Natura Karszt- és Barlangkutató Csoport a vízgyűjtő területének négy objektumában bontási munkát végzett. 1993. április 8-tól a környezetvédelmi és területfejlesztési miniszter 12/1993. (III. 31.) KTM rendelete szerint a Mecsek hegységben lévő Mészégető-források-barlangja fokozottan védett barlang. Hidrológiai fontossága és oldott formakincse miatt lett fokozottan védett barlang. 1996-ban a Pro Natura Karszt- és Barlangkutató Egyesület készítette el alaprajzi barlangtérképét és hosszmetszet barlangtérképét keresztmetszetekkel. 1998. május 14-től a környezetvédelmi és területfejlesztési miniszter 13/1998. (V. 6.) KTM rendelete szerint a Duna–Dráva Nemzeti Park Igazgatóság illetékességi területén, a Mecsek hegységben található Mészégető-források barlangja az igazgatóság engedélyével látogatható.
2001. november 4-én Tarnai Tamás szerkesztett és rajzolt vázlatos alaprajz térképet keresztmetszetekkel az V. szifonról. 2001. május 17-től a környezetvédelmi miniszter 13/2001. (V. 9.) KöM rendeletének értelmében a Mecsek hegység területén lévő Mészégető-források-barlangja fokozottan védett barlang. Egyidejűleg a fokozottan védett barlangok körének megállapításáról szóló 1/1982. (III. 15.) OKTH rendelkezés hatályát veszti. A 2003-ban megjelent, Magyarország fokozottan védett barlangjai című könyvben lévő barlangismertetés szerint hossza 330 m, függőleges kiterjedése 8 m és vízszintes kiterjedése 132 m. A könyvben található, Egri Csaba és Nyerges Attila által készített hosszúsági lista szerint a Mecsek hegységben lévő és 4120-4 barlangkataszteri számú Mészégető-források-barlangja Magyarország 74. leghosszabb barlangja 2002-ben. A 2002-ben 330 m hosszú barlang 1987-ben 210 m hosszú volt.
2004. augusztus 13–14-én a Szegedi Karszt- és Barlangkutató Egyesület és a Pizolit Barlangkutató Sportegyesület mérték fel és a geodéziai felmérés alapján Szabó R. Zoltán szerkesztett, valamint rajzolt alaprajz térképet, hosszmetszet térképet és keresztmetszeteket 2004 novemberében. A barlang hossza a felmérés alapján 278,7 m, a fő ág hossza 230,99 m és a mellékágak hossza 47,71 m, függőleges kiterjedése 14,52 m, mélysége 1,37 m, magassága 13,15 m és vízszintes kiterjedése 148 m. Később Bödör Csaba és Horvát Attila a III. és az V. szifon között, az V. szifontól a Mecsek Egyesület Barlangkutató Osztálya, a Pro Natura Karszt- és Barlangkutató Egyesület és a Szegedi Karszt- és Barlangkutató Egyesület újra felmérték. A 2004-ben szerkesztett alaprajz térképet és keresztmetszeteket 2005 januárjában kiegészítésekkel Szabó R. Zoltán megint megrajzolta.
A 2005-ben kiadott, Magyar hegyisport és turista enciklopédia című kiadványban önálló szócikke van a barlangnak. A szócikk szerint a Mészégető-források-barlangja a Mecsek hegységben található és fokozottan védett természeti érték. Az Orfűi-tó Ny-i partján, a kőbányászat során létrehozott 10 m magas sziklafal tövében, 190 m tszf. magasságban van a bejárata. A bejárati szifon legyőzésével lett feltárva az állandó vizű forrásbarlang 1986-ban. A feltárókat Zalán Béla vezette. A 330 m hosszú barlang triász mészkőben keletkezett. A patakos járatot szifonok és vízesések tagolják, néhány helyen cseppkövek is megfigyelhetők. Az abaligeti út mellett elhelyezkedő, kb. 60 m hosszú, szifonnal záródó Gubacsos-víznyelőbarlang a fő nyelője. A harmadik leghosszabb barlang a hegységben. Engedéllyel tekinthető meg. Az üregrendszer általában a második szifon előteréig járható a bejárati szifon leszívása után. Az ez utáni részeken veszélyesen magas a szén-dioxid koncentráció értéke.
2005. szeptember 1-től a környezetvédelmi és vízügyi miniszter 22/2005. (VIII. 31.) KvVM rendelete szerint a Duna–Dráva Nemzeti Park Igazgatóság működési területén, a Mecsek hegységben található Mészégető-források barlangja a felügyelőség engedélyével látogatható. 2005. szeptember 1-től a környezetvédelmi és vízügyi miniszter 23/2005. (VIII. 31.) KvVM rendelete szerint a Mecsek hegységben lévő Mészégető-források-barlangja fokozottan védett barlang. 2007-től engedélyezték a barlang turisztikai célú hasznosítását. 2007. március 8-tól a környezetvédelmi és vízügyi miniszter 3/2007. (I. 22.) KvVM rendelete szerint a Duna–Dráva Nemzeti Park Igazgatóság működési területén lévő Mecsek hegységben elhelyezkedő Mészégető-források barlangja látogatók számára nem megnyitott szakaszai az igazgatóság engedélyével tekinthetők meg.
2013. július 19-től a vidékfejlesztési miniszter 58/2013. (VII. 11.) VM rendelete szerint a Mészégető-források barlangja (Mecsek hegység, Duna–Dráva Nemzeti Park Igazgatóság működési területe) idegenforgalom számára nem megnyitott szakaszai az igazgatóság hozzájárulásával látogathatók. A 2012–2014. évi Karszt és Barlangban hozták nyilvánosságra, hogy a turistáknak kiépített Mészégető-források barlangját 2012-ben 46 fő, 2013-ban 18 fő, 2014-ben 34 fő látogatta meg overállos barlangtúrán. 2015. november 3-tól a földművelésügyi miniszter 66/2015. (X. 26.) FM rendelete szerint a Mészégető-források-barlangja (Mecsek hegység) fokozottan védett barlang. 2021. május 10-től az agrárminiszter 17/2021. (IV. 9.) AM rendelete szerint a Mészégető-források barlangja (Mecsek hegység, Duna–Dráva Nemzeti Park Igazgatóság működési területe) idegenforgalom számára nem megnyitott szakaszai az igazgatóság engedélyével látogathatók. A 13/1998. (V. 6.) KTM rendelet egyidejűleg hatályát veszti.

## Látogatási statisztika
A Mészégető-források barlangja látogatóinak száma évenként:
| év              | 2009 | 2010 | 2011 | 2012 | 2013 | 2014 | 2015 | 2016 | 2017 | 2018 |
| látogatók száma | 40   | 81   | 54   | 46   | 18   | 34   | 109  | 30   | 58   | 20   |

## További irodalom
- Baronek Jenő: A Mecsek természetjáró kalauza. Pécs, 1995.
- Berényi Üveges István: A Mészégető-forrás barlangja. Pécsi Műszaki Szemle, 1967.
- Kevi László: A Mecsek-hegység és a Villányi-hegység barlangkatasztere. Kézirat. Pécs, 1955. 26+9 old.
- Kevi László: Déldunántúli barlangok. Kézirat. Pécs, 1956. 20 old.
- Parrag Tibor: Földrajzi megfigyelések a Mészégető-források barlangjában. Kézirat, 1996. (Szakdolgozat, Pécsi Tudományegyetem.)
- Parrag Tibor: Összehasonlító vízjárásvizsgálatok nyugat-mecseki barlangokban. Földrajzi tanulmányok a pécsi doktoriskolából. 1. A társadalmi-gazdasági aktivitás területi és környezeti problémái. 1997. 243–260. old.
- Rónaki László: A Ny-mecseki karszt vízföldtani kutatásának újabb eredményei. Magyar Hidrológiai Társaság Pécsi Csoportjának Jubileumi Évkönyve, 1972. Pécs. 121–146. old.
- Vass Béla: A Nyugati-Mecsek barlangjai. Természettudományi Közlöny, 1964. (8. (95.) évf.) 1. sz. 16–19. old.